# 第188機甲旅団 (イスラエル国防軍)
第188"バラク"機甲旅団（ヘブライ語: 188 חטיבה  (Hativa 188)、英語: 188th Barak Armord Brigade）は、イスラエル陸軍北部軍第36機甲師団に所属する常設の機甲科旅団の一つである。
2017年時点におけるイスラエル陸軍の4個の常設機甲旅団のうち、訓練部隊を兼ねる第460機甲旅団を除けば、第188機甲旅団はイスラエル国産のメルカバ戦車シリーズの一つであるメルカバ Mk.3シリーズを最初に配備し、また現在も集中運用している唯一の旅団であった。
2019年頃から、運用していたメルカバMk.3を段階的にメルカバMk.4Mに更新しており、2021年度頃に更新が完了する予定である。これにより、機甲科の4個の常設機甲旅団すべてがメルカバMk.4Mの運用部隊となる。

## 歴史
第188機甲旅団はイスラエル独立以前のユダヤ人武装組織ハガナー時代に野戦科に設立された北部担当の地域旅団"レバノニ旅団" (Levanoni Brigade)を起源とする。1948年2月28日にレバノニ旅団は北東地区を担当する第1"ゴラニ"旅団と、北西地区を担当する第2"カルメリ"旅団の二つの旅団に分割された。このうちゴラニ旅団は現在に至るまで常設の精鋭歩兵部隊として存続しているが、一方のカルメリ旅団は第一次中東戦争の後、第18カルメリ旅団として再編され、北部軍の予備役歩兵旅団となった。
1956年の第二次中東戦争の際、第18旅団は南部での戦闘には参加せず、ヨルダンとの国境を守る任務に就いていた。この戦争の結果イスラエル軍は機甲部隊の重要性を再認識し、第18旅団は機甲部隊に再編される事となり、第45"バラク"機甲旅団 となった。
第45バラク機甲旅団は1個戦車大隊、2個機械化歩兵大隊、砲兵連隊、偵察中隊などから構成され、機甲部隊としての訓練は1962年に完了した。1967年の第三次中東戦争では、第45機甲旅団はヨルダン川西岸地区の北部側や、ゴラン高原での戦闘に投入された。
1967年になると第45機甲旅団は再度改編され、第188"バラク"機甲旅団と名称変更された。1969年になるとイギリス製のセンチュリオン戦車をイスラエルで独自改修したショット戦車の運用を開始した。

### 第四次中東戦争
1973年に勃発した第四次中東戦争当時、シリアとの国境付近に配備されていた戦車は第188機甲旅団のショット戦車30数両のみで、一方のシリア軍は数百両の戦車や装甲車での奇襲攻撃を行った。第188機甲旅団は第7機甲旅団と共に奮戦してシリア軍の攻撃を退けた。しかしながらこの戦いで第188機甲旅団は旅団長イツハク・ベン＝ショハム大佐を含む112名が戦死し、またほぼ全ての戦車が大破あるいは損傷する壊滅的損害を受けた。

### ガリラヤの平和作戦
第四次中東戦争後に第188機甲旅団は再編され、再び北部地区防衛の任に就いた。壊滅状態だった旅団を立て直したのは、第7機甲旅団の大隊長として第四次中東戦争を戦ったアモス・カッツ旅団長、特殊部隊サイェレット・マトカルの指揮官として第四次中東戦争に参加し、戦後機甲科の指揮官に転向したヨナタン・ネタニヤフ第71戦車大隊長らであった。尚、同じ頃にカルメリ旅団も"第165カルメリ歩兵旅団"として再編を受けている。
1982年のレバノン侵攻時には、後にモサド長官となったメイール・ダガンが旅団長を務めており、第188機甲旅団も海岸沿いに北上しベイルート国際空港の占領等の戦果を挙げている。

### 1990年代以後
レバノン侵攻以降、第188旅団は2000年にイスラエル軍がレバノンから撤退するまで、南部のセキュリティーゾーンでの治安維持活動に従事した。1992年になると、それまで運用を続けていたショットカル戦車をメルカバMk.3に更新した。
2000年代以降、第二次インティファーダが発生すると、旅団はガザ地区での治安維持活動にも投入されるようになった。この後、2006年には北部に復帰した第53大隊、第74大隊が第二次レバノン戦争に投入され、南部に残った第71大隊は2008年にキャストレッド作戦に投入された。
2019年頃よりメルカバMk.3からメルカバMk.4Mへの更新を開始し、2021年度に完了予定である。

## 編制
- 第53"スーファ"戦車大隊 (メルカバMK.4M)
- 第71"レシェフ"戦車大隊 (メルカバMK.4M)
- 第74"サール"戦車大隊 (メルカバMK.4M)
- 第605"マアツ"戦闘工兵大隊
- 第188偵察中隊（予備役）（PALSAR 188、あるいはサイェレット188としても知られる。PALSARは"Plugat Siur" (偵察中隊)の略。[1]）
- 対戦車中隊

## ギャラリー

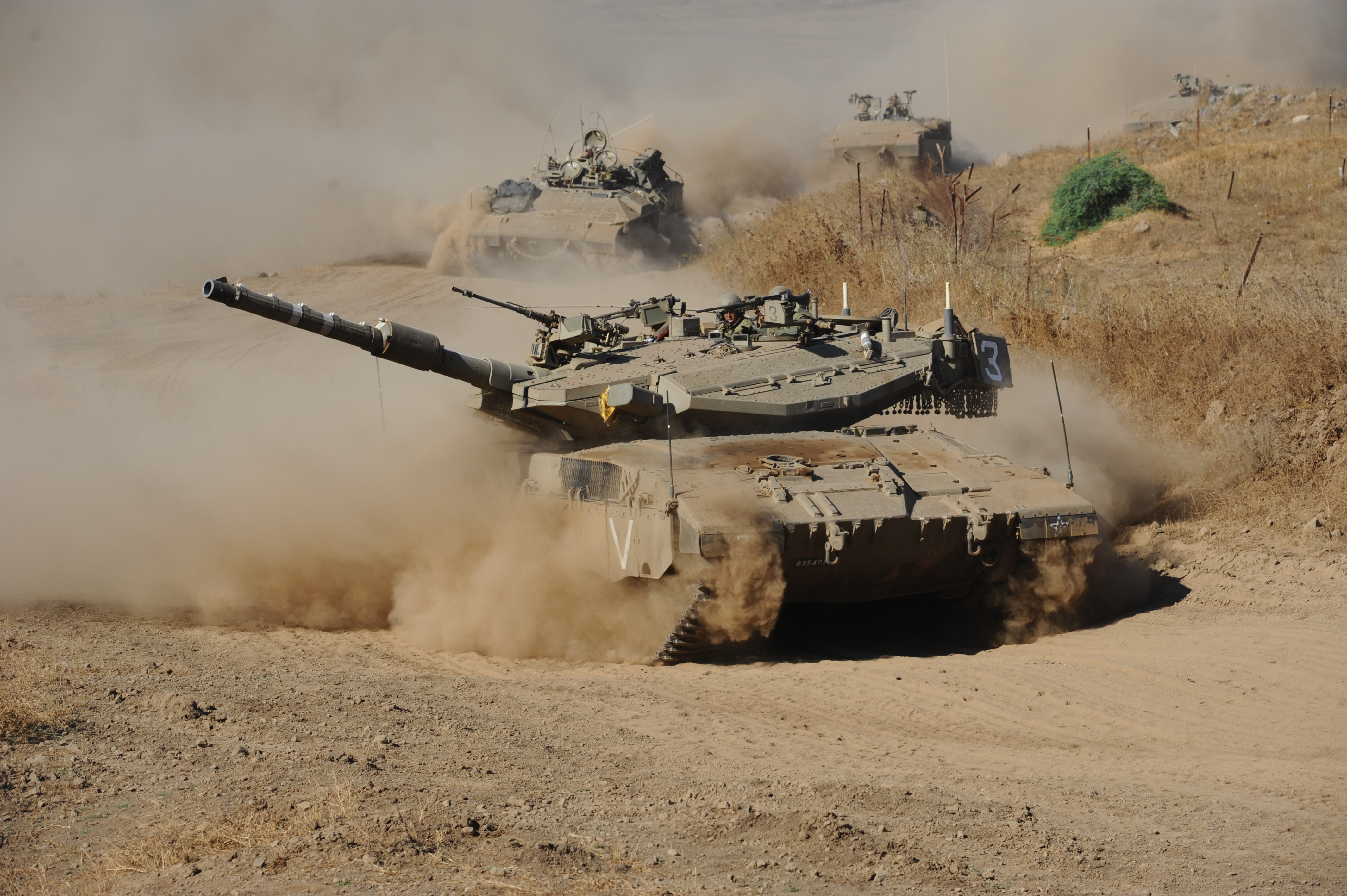
ゴラニ旅団と共に演習を行う第188機甲旅団のメルカバMk.3D。2012年。
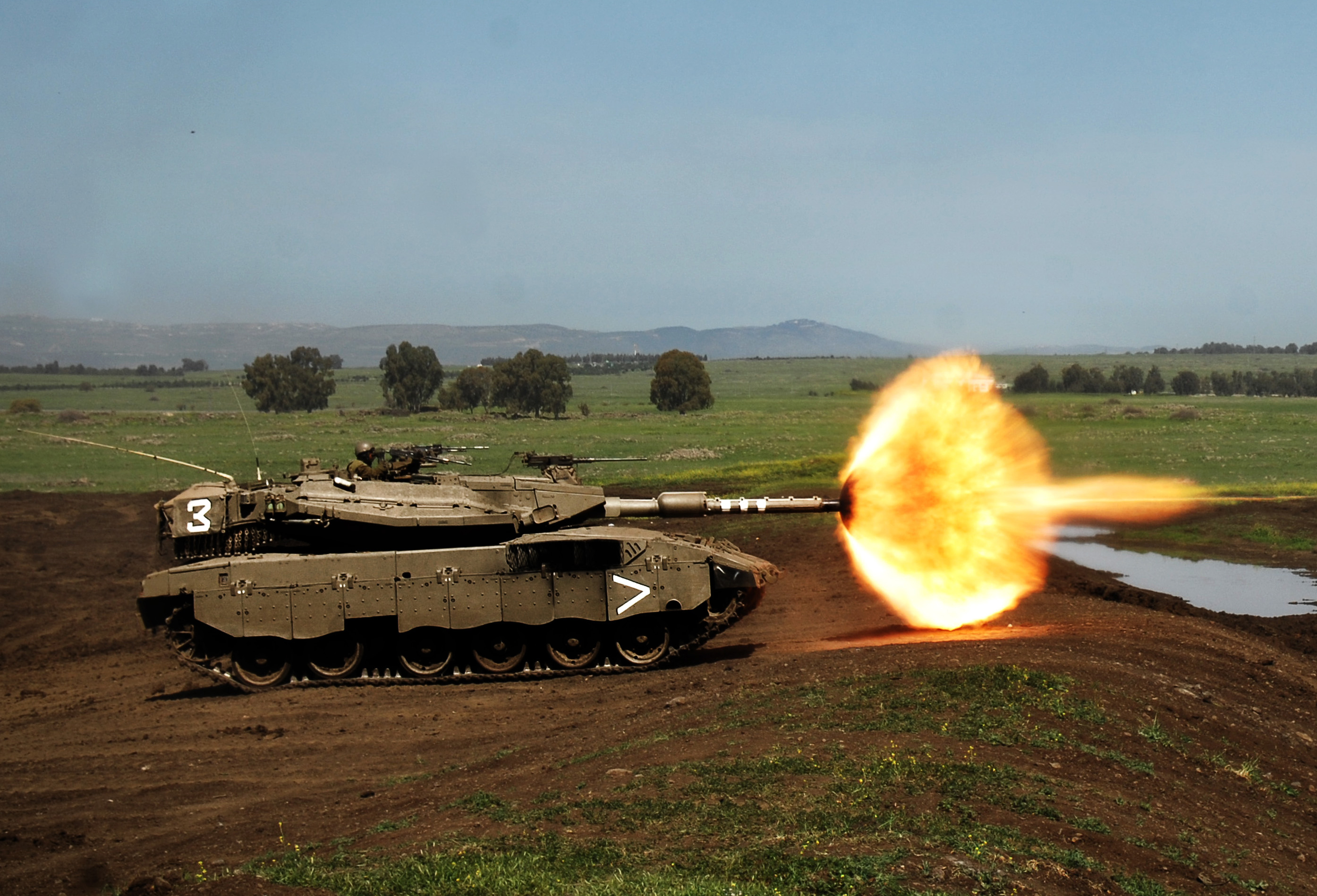
ゴラン高原での訓練で主砲を発射する第188機甲旅団のメルカバMk.3D。2008年。
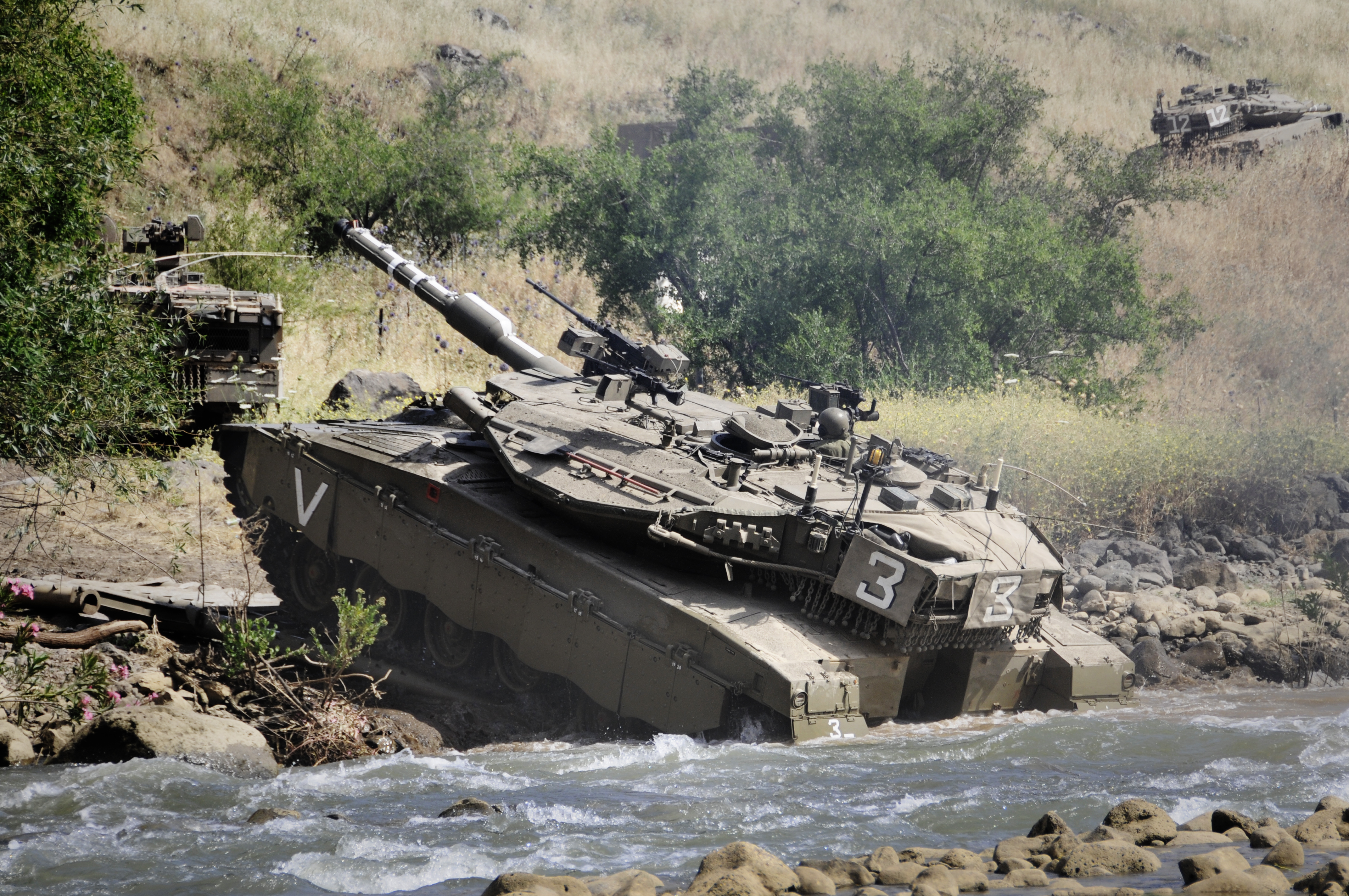
渡河訓練を行う第188機甲旅団のメルカバMk.3D。2010年。
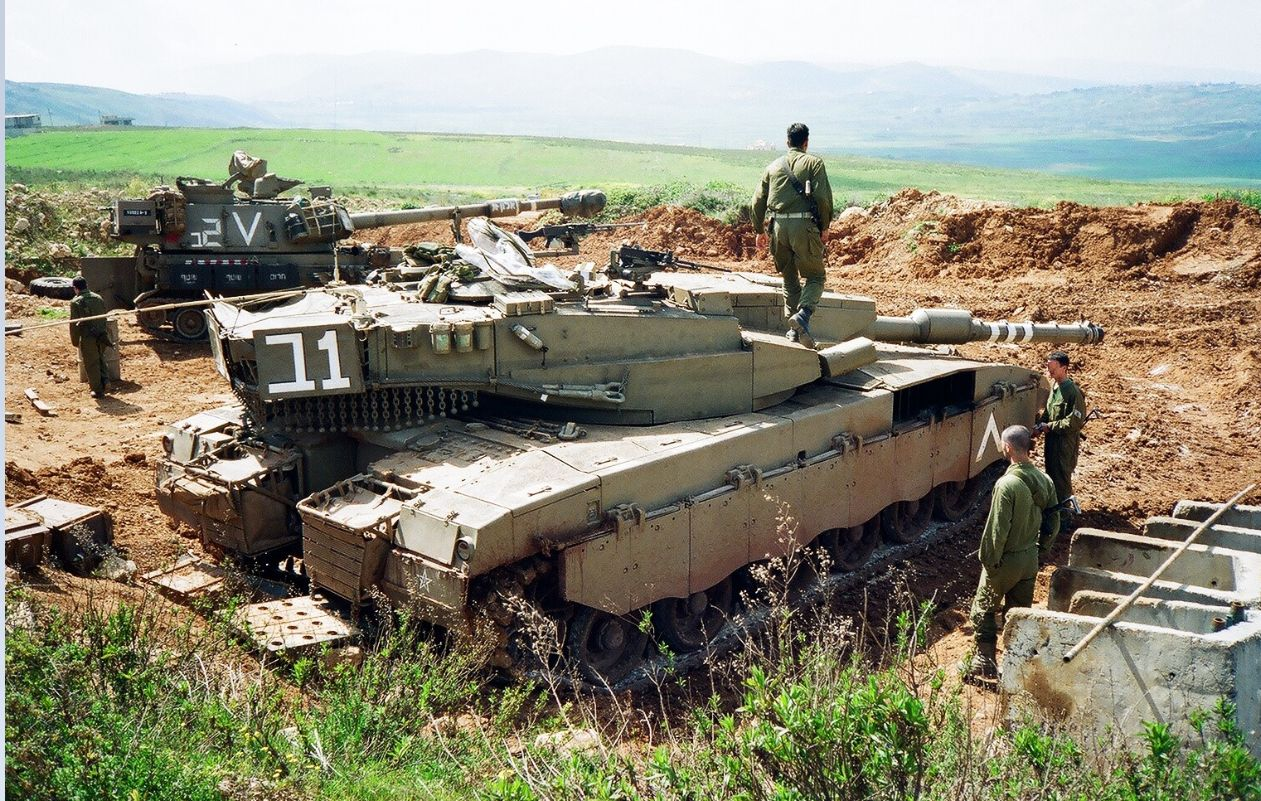
レバノン南部に駐留する第188機甲旅団のメルカバMk.3。1998年。
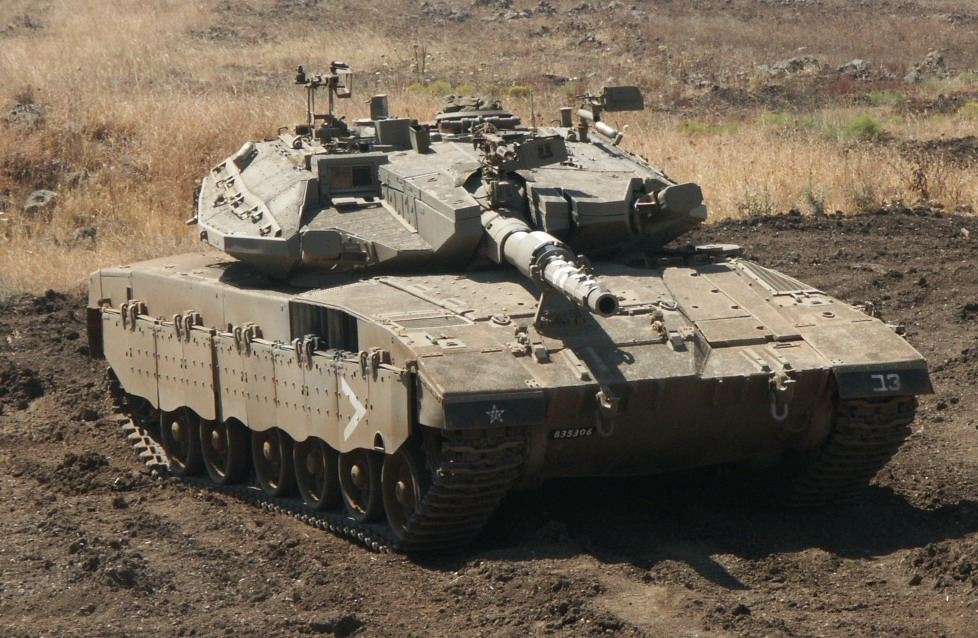
第188機甲旅団のメルカバMk.3D。泥除けに描かれた五芒星のマークが188機甲旅団所属車両を示す。
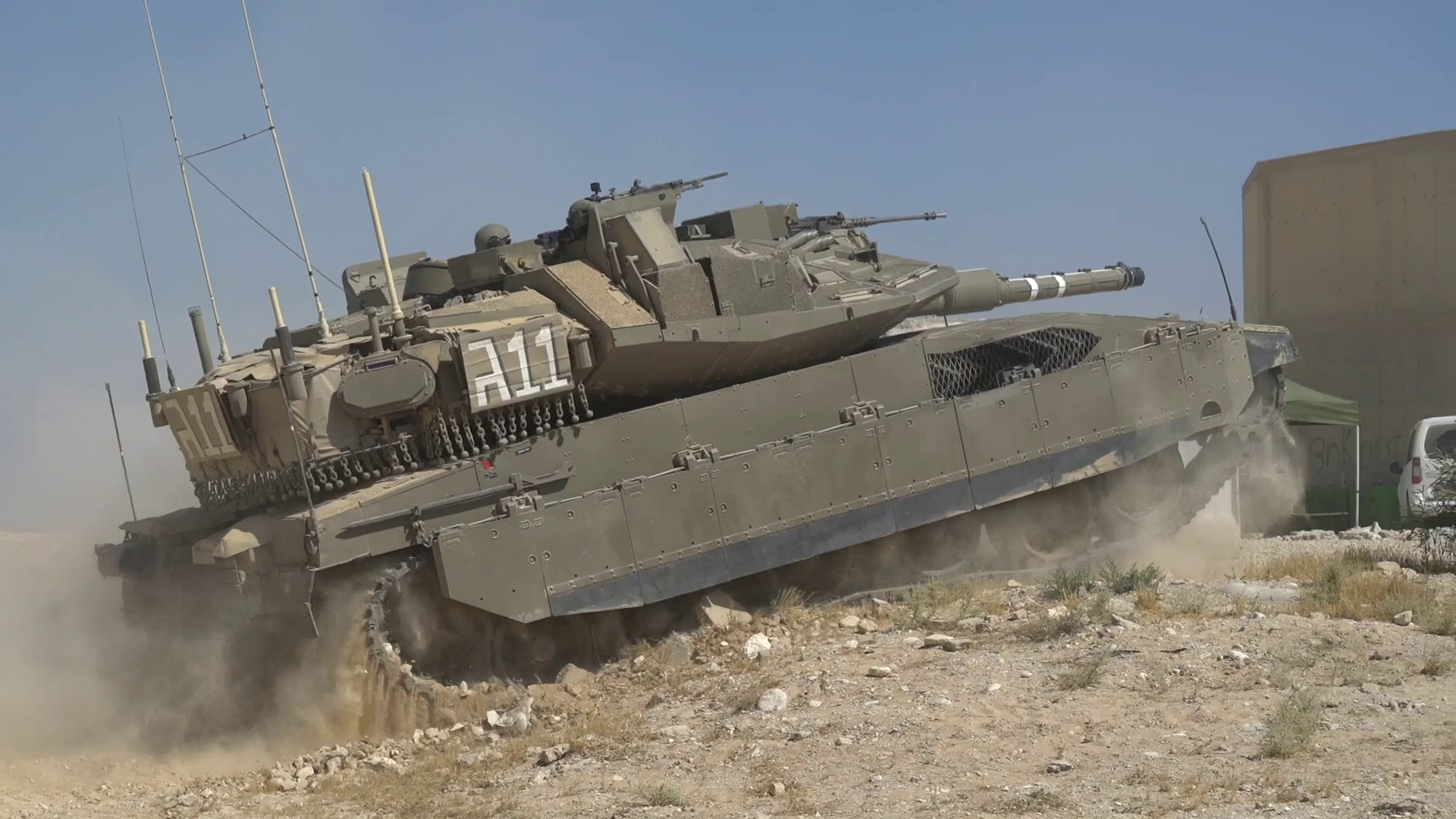
第74"サール"戦車大隊に配備されたメルカバMk.4M、2021年。